# Vera Csík
Verónika Csík (Veszprém, Hungría, 9 de enero de 1935), conocida bajo el nombre artístico de Vera Csík, es una escultora húngaro-venezolana que emigró desde Hungría en la década de 1950 y es reconocida internacionalmente por sus obras en cerámica y bronce. Sus prestigiosas esculturas han sido compradas por particulares e instituciones y han alcanzado desde Venezuela países como Australia, Inglaterra, Canadá, Portugal, Alemania, Suiza, Estados Unidos, España y la propia Hungría.

## Biografía
Durante la Segunda Guerra Mundial, la joven Vera abandonó Hungría y se refugió con su familia en Baviera, Alemania. Allí ganó una beca para la escuela de Artes plásticas y realizó talleres de Arte Eclesiástica en varias instituciones en Baviera entre 1947 y 1950. Sin embargo, sus padres buscaron otros horizontes en América del Sur y así, Vera arribó a Caracas a los 14 años en 1950.
En sus primeros diez años en Venezuela se desenvolvió en el campo de la pintura y bordados tradicionales húngaros, elaborando junto con su madre, María de Csík, los trajes de danza para el grupo de baile folklórico húngaro de Venezuela. Igualmente contribuyó con la Casa Cultural Húngara de Caracas, decorando las columnas de madera internas con motivos florales típicos en las artesanías húngaras. De esta manera, siempre intentó mantener su vínculo cultural y sentimental con su país de origen y también, de incentivar el sentido de pertenencia de los hijos de los húngaros inmigrantes hacia la nación europea.
Vera trabajó en Caracas en diversas ramas de la decoración hasta 1970, siempre elaborando mantelería y vestuario para la creciente colonia húngara emigrante que arribaba a Venezuela. En 1960 contrajo matrimonio con el húngaro Vitusz Rostonics, con quien tuvo dos hijos. Mientras desempeñaba su papel como madre continuó enriqueciendo y perfeccionando sus habilidades en la escultura, tomando cursos en la Escuela Artes de Fuego, dominando técnicas de esmaltes de cerámicas, vidrio, raku, esmalte sobre metal, fundición y serigrafía. Vera pasó a ser una de las primeras en manejar la cerámica en el país como artista profesional.
Siempre se ocupó e interesó de temas relacionados con la naturaleza, entre ellos esculturas de caballos, flores, aves y personajes nativos de Sudamérica, aunque sus caballos fueron básicamente sus obras maestras y por los cuales fue más conocida. Recuerdos de paseos a caballo durante su infancia en Hungría, sumado al gran respeto y admiración de los húngaros hacia los caballos, fueron razón más que suficiente para que Vera explotase las más diversas formas de plasmar en la escultura a los nobles equinos. Desde 1987 hasta 1988 realizó tres exposiciones individuales, a través de las cuales pronto fue conocida entre los artistas del medio venezolano. Su hija Kincső Rostonics se incorporó al taller en 1987 y a partir de 1989 juntas comenzaron a conducir exposiciones a lo largo del país, hasta 1997 cuando finalmente Vera se retiró. 
Exposiciones individuales:
- 1980 Galería de Fedecámaras - El Bosque, Caracas.
- 1984 Galería Arte Maite - El Hatillo - Caracas.
- 1987 Galería Márquez Ríos - El Hatillo - Caracas.

Exposiciones: Vera Csík e hija:
- 1991 Galería Art Nouveau - Maracaibo, Venezuela.
- 1991 Galería Sotage - Puerto La Cruz, Venezuela.
- 1992 Galería Fundafaci - Hotel Eurobuilding, Caracas.
- 1995 Galería Coelcciónarte - Las Mercedes, Caracas.
- 1997 Museo de Arte Contemporáneo de Caracas (MACCSI) - (exposición de esculturas de bronce).
- 1997 Pieza adquirida para colección del Museo de Arte Contemporáneo de Caracas (MACCSI) - (exposición permanente).